# 資訊道
資訊道（英語：Information Crescent）是位於香港香港島南區數碼港的其中一條道路，鄰近數碼港道，於2002年12月啟用。其形狀為一半月，包圍着數碼港商場、數碼港一座、數碼港二座及數碼港艾美酒店等數碼港主建築群。北面與鋼線灣道連接，可通往弘立書院。